# Kościół Niepokalanego Serca Najświętszej Maryi Panny w Barcianach
Kościół Niepokalanego Serca Najświętszej Maryi Panny – rzymskokatolicki kościół parafialny należący do dekanatu Kętrzyn II – Północny Wschód archidiecezji warmińskiej. Jeden z zabytków wsi, dawniej miasta.
Świątynia została wybudowana jako murowana w końcu XIV wieku. Pod koniec XVI wieku została wzniesiona wieża dzwonnicza. W 1714 roku został przebudowany szczyt wschodni kościoła, w latach 1729-1741 została przebudowana wieża, z kolei w 1783 roku została dostawiona kruchta od strony południowej. W 1804 roku powstał nowy dach świątyni. Od czasów reformacji do 1945 roku budowla była w posiadaniu gminy ewangelickiej. Po II wojnie światowej została przejęta przez katolików. W 1962 roku reaktywowano parafię rzymskokatolicką.
Jest to budowla gotycka, salowa, orientowana, posiadająca jedną nawę. Wybudowano ją z cegły na kamiennej podmurówce. Od strony północnej mieszczą się zakrystia i kruchta, od strony południowej druga kruchta, z kolei od strony zachodniej - prosta wieża wzniesiona na planie kwadratu o trzech kondygnacjach z elewacjami oddzielonymi gzymsami i nakryta dachem czterospadowym, złożonym z dachówki. Korpus nawowy jest wzmocniony przyporami, a jego ściany są podzielone wąskimi, wysokimi oknami o ostrołukowej formie. Całość jest nakryta dachm dwuspadowym, złożonym z dachówki. Wew wnętrzu znajduje się drewniany płaski strop.
Ołtarz główny w stylu późnomanierystycznym został wykonany w 1643 roku i ufundował go Sebastian Rautter. Organy w stylu barokowym powstały około 1750 roku w warsztacie królewieckiego organmistrza Adama Gottloba Caspariniego. Stalle pochodzą z XV wieku, dwa konfesjonały pochodzą z XVIII wieku, rzeźba anioła w stylu barokowym pochodzi z 1753 roku. dzwon został odlany w 1425 roku.

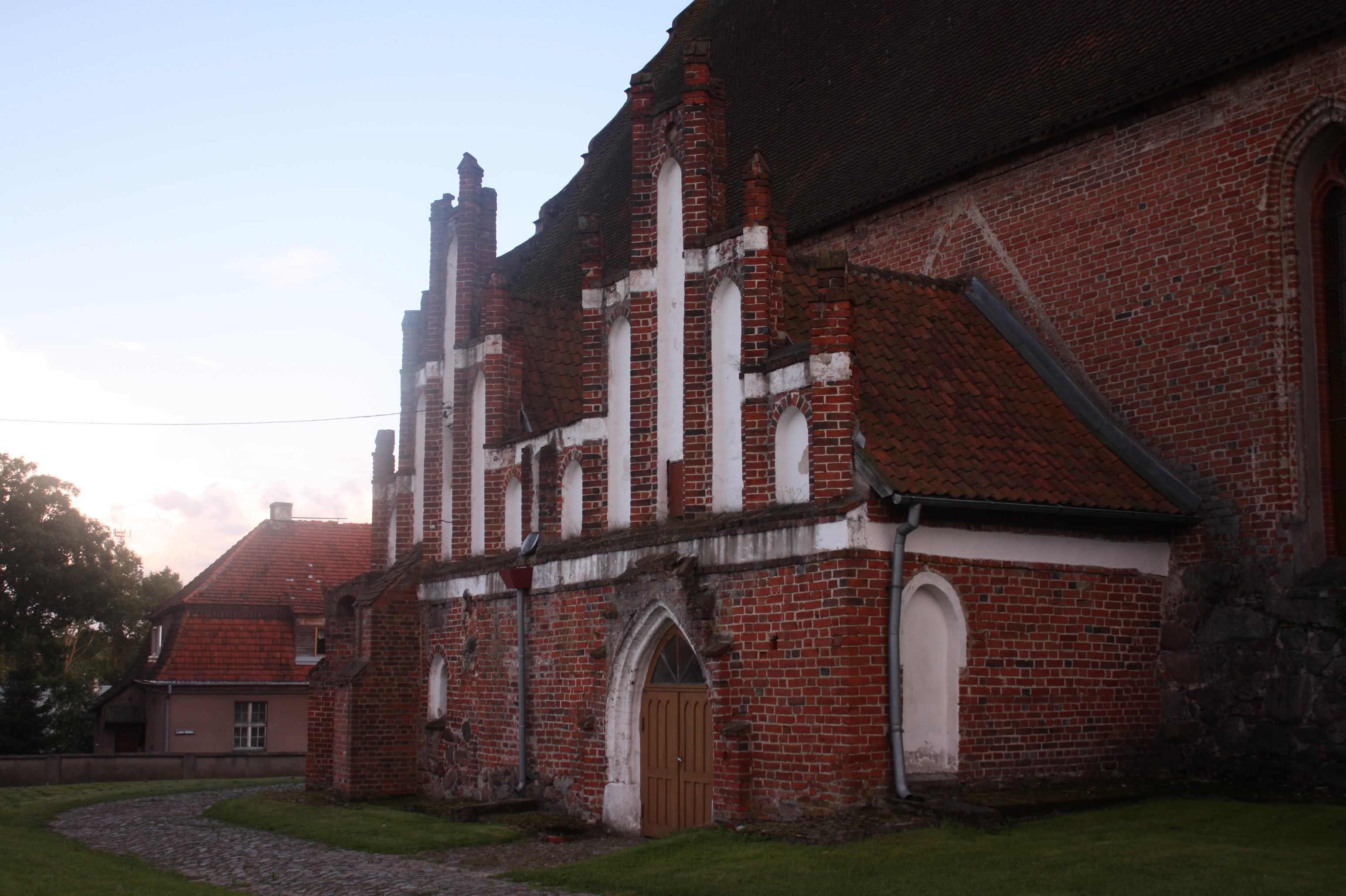
Zakrystia
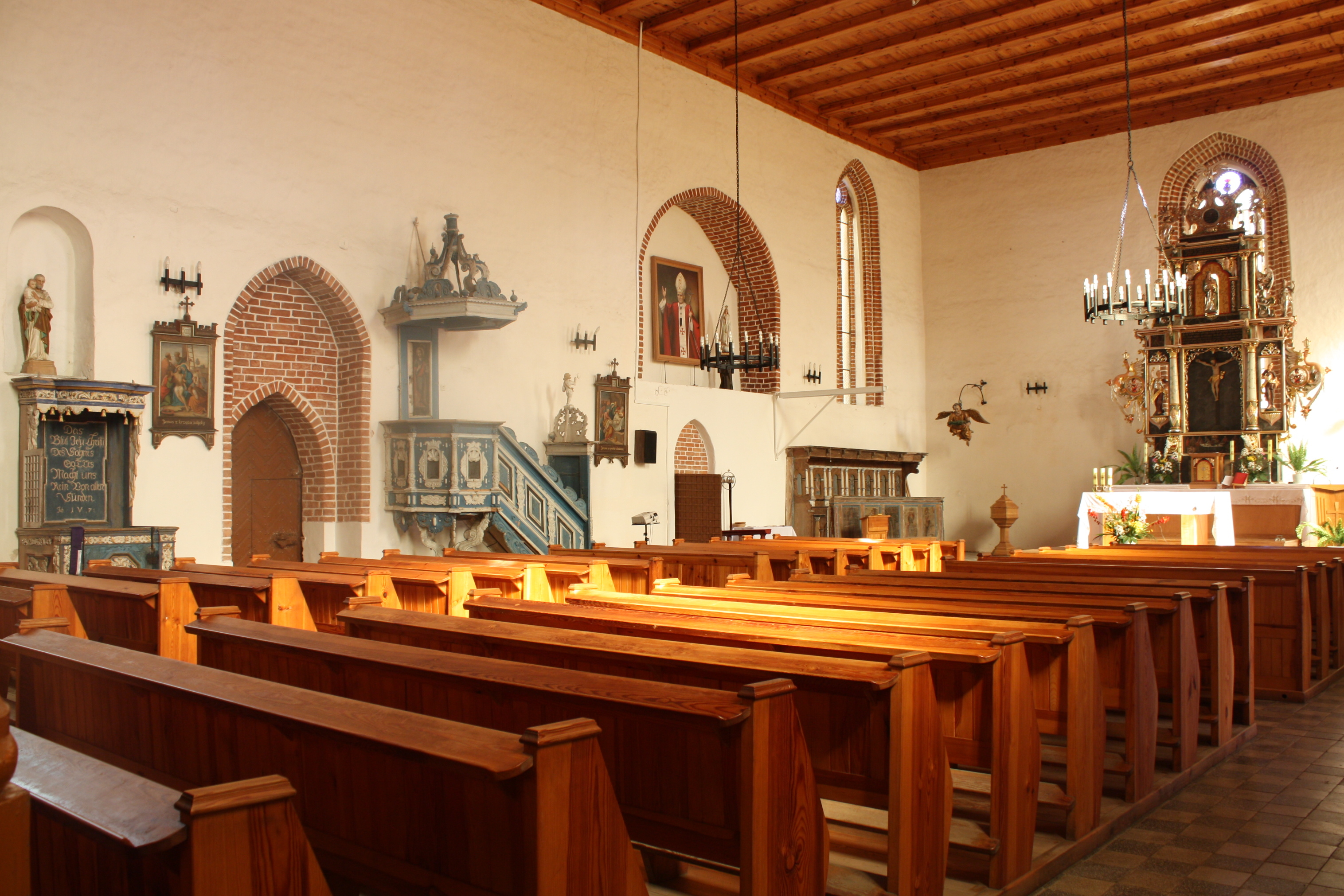
Wnętrze kościoła
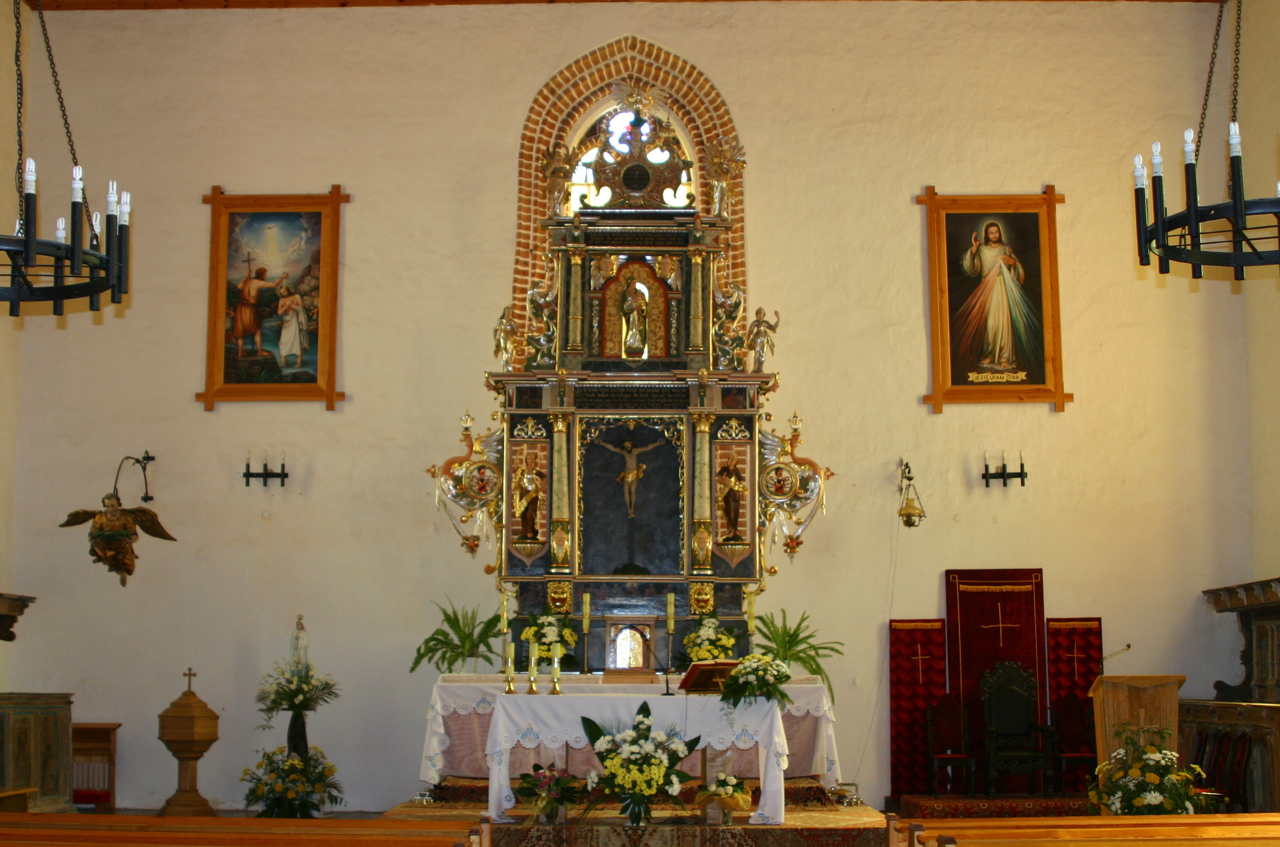
Ołtarz
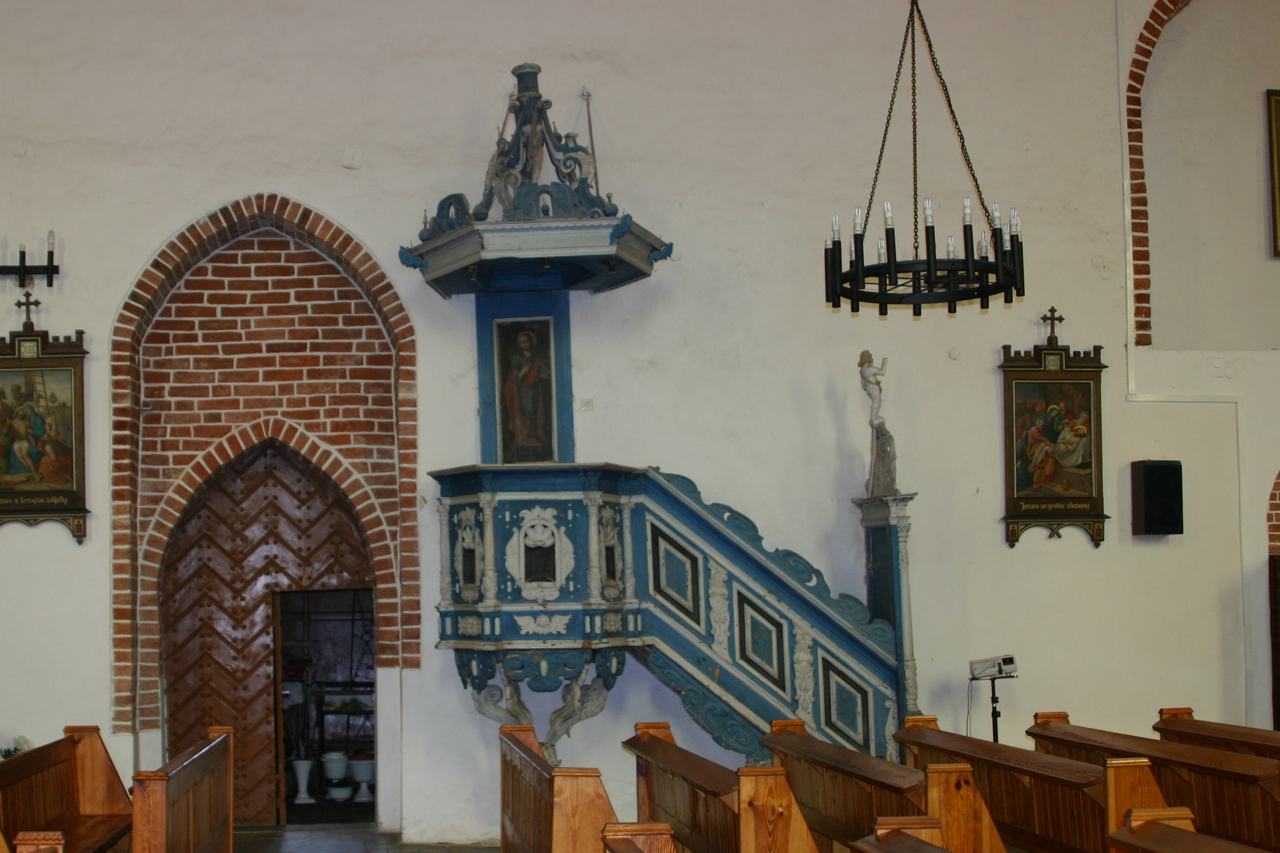
Ambona